# دشتی‌قوزی (تاجیکستان)
دشتِ قاضی (به لاتین: Dashtiqozy) یک منطقهٔ مسکونی در تاجیکستان است که در ولایت سغد واقع شده‌است.